# Jeux équestres mondiaux de 1994
Navigation
Édition précédente Édition suivante
Les Jeux équestres mondiaux de 1994 ont été organisés aux Pays-Bas à La Haye du 27 juillet au 7 août 1994. Succès sur le plan sportif, cette édition est un véritable échec sur le plan de l'organisation et du financement. Six disciplines sont présentes lors de ces jeux : le saut d'obstacles, le dressage, le complet, l'endurance, l'attelage et la voltige. Trente-sept pays prennent part à cette édition, représentés par près de 700 athlètes. L'Allemagne remporte le plus grand nombre de médailles lors de ces Jeux équestres, à savoir 16.

## Organisation

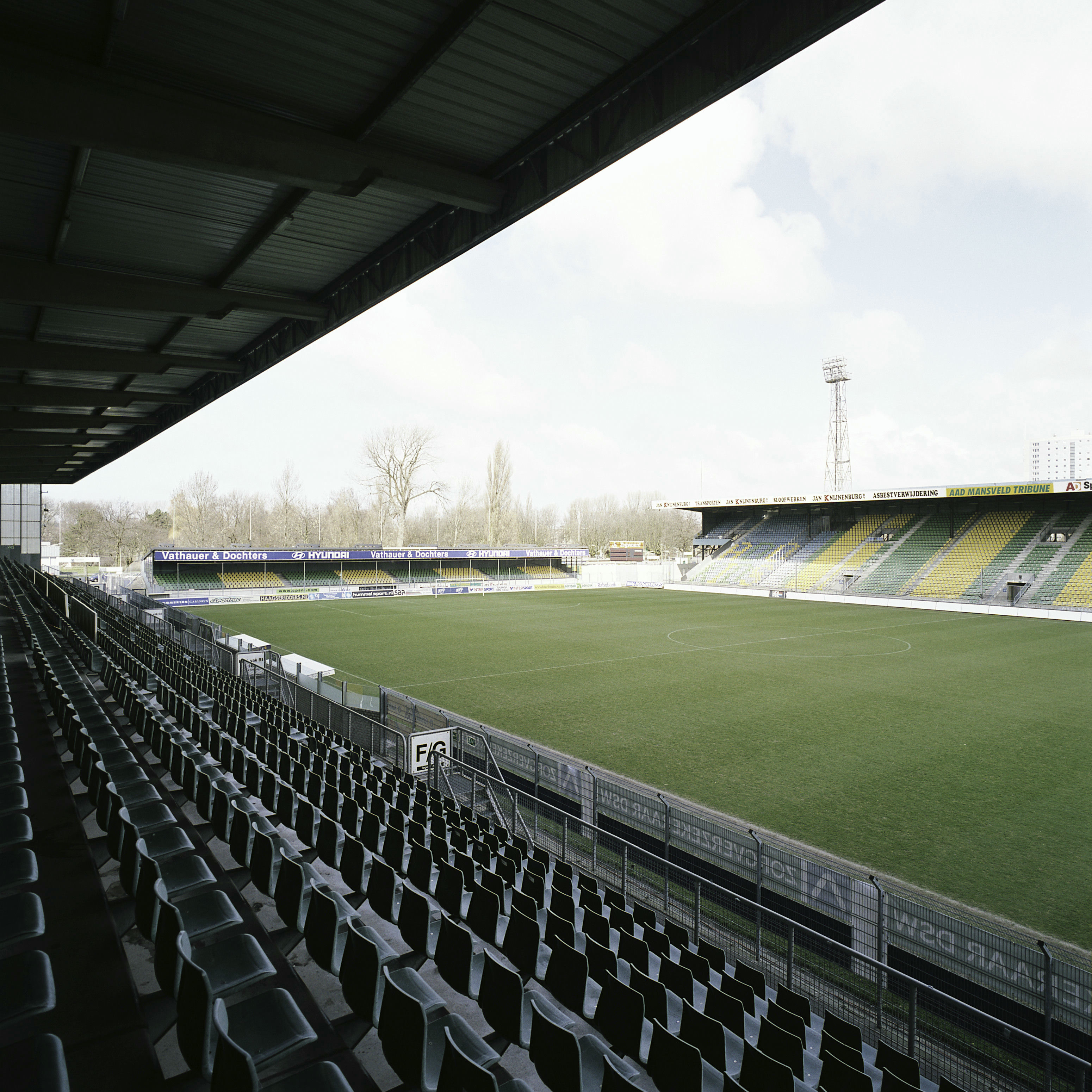
Le Zuiderpark Stadium, principal site des compétitions, ici en 2006.

### Préparation
À l'origine ces jeux avaient été attribués à Paris en mars 1991, cependant le projet français a été abandonné quelques mois plus tard et c'est La Haye qui doit organiser en moins de trois ans l'événement. Malgré la bonne volonté des néerlandais et leur habitude à gérer des événements d'importance, de gros problèmes d'organisation sont à déplorer.
La cérémonie d'ouverture a lieu stade du Zuiderpark et c'est le prince héritier Willem-Alexander des Pays-Bas qui déclare ces jeux ouverts.

### Site des compétitions
Le stade du Zuiderpark d'une capacité de 26 000 places assises est normalement utilisé pour le football, il a donc fallu emmener plusieurs tonnes de sable et des copeaux de bois de manière temporaire afin de recouvrir le gazon. Toutes les épreuves à l'exception du cross-country et du marathon d’Attelage s'y sont déroulés. Ces derniers ont eu lieu à la base militaire de De Vlasakkers, à environ 80 km de La Haye, près d'Amersfoort.

## Compétition

### Calendrier
Dates pour chaque discipline :
- Concours complet d'équitation : 27 juillet 1994 au 31 juillet 1994
- Dressage : 28 juillet 1994 au 31 juillet 1994
- Voltige : 29 juillet 1994 au 1er août 1994
- Saut d'obstacles : 2 juillet 1994 au 7 août 1994
- Attelage : 3 juillet 1994 au 7 août 1994
- Endurance : 5 août 1994

### Nations
Trente-sept pays prennent part à cette édition. Quatre pays participent pour la première fois à ces jeux : Liechtenstein, la Roumanie, l'Afrique du Sud et Saint-Marin. L’Allemagne participe pour la première fois en tant que pays réunifié et les pays de l'ex-bloc de l'Est participent de manière indépendante.

## Compteur de médailles par nation
|       | Nation           | Or | Argent | Bronze | Total |
| ----- | ---------------- | -- | ------ | ------ | ----- |
| 1     | Allemagne        | 7  | 4      | 5      | 16    |
| 2     | France           | 1  | 4      | 1      | 6     |
| 3     | États-Unis       | 1  | 2      | 1      | 4     |
| 4     | Pays-Bas         | 1  | 1      | 3      | 5     |
| 5     | Royaume-Uni      | 1  | 1      | 1      | 3     |
| 6     | Suisse           | 1  | 0      | 1      | 2     |
| 7     | Danemark         | 1  | 0      | 0      | 1     |
| 7     | Nouvelle-Zélande | 1  | 0      | 0      | 1     |
| 9     | Belgique         | 0  | 1      | 0      | 1     |
| 9     | Espagne          | 0  | 1      | 0      | 1     |
| 11    | Australie        | 0  | 0      | 1      | 1     |
| 11    | Suède            | 0  | 0      | 1      | 1     |
| Total | Total            | 14 | 14     | 14     | 42    |

## Résultats

### Attelage
44 meneurs de 15 pays différents participent à ces épreuves.
À l'issue de l'épreuve de dressage, le belge Félix Brasseur prend la tête de la compétition avec ses lusitaniens. Il est suivi de l'anglais George Bowman et ses chevaux croisés welsh/hackney. Le marathon s'est couru sur le même terrain que l'épreuve de cross du concours complet et plusieurs obstacles ont été réutilisés. Ce dernier est décrit comme sélectif mais pas dangereux. Éprouvant, il fait l'objet de nombreux points de pénalité de temps de la part des meneurs. Le néerlandais Ijsbrand Chardon domine le marathon mais un mauvais dressage lui coûte le titre. À égalité avec Félix Brasseur à l'issue du marathon et sans faute tous les deux sur la maniabilité, le règlement indique qu'en cas d'égalité le meilleur score sur le marathon l'emporte. C'est donc Ijsbrand Chardon qui obtient la médaille de bronze. L'allemand Michael Freund est médaille d'or et l'anglais George Bowman est médaille d'argent. Dans le classement par équipe, l'Allemagne remporte la compétition, suivie de la Belgique et des Pays-Bas.
| Classement         | Meneur           | Pays        | Points dressage | Points marathon | Points maniabilité | Total Points |
| ------------------ | ---------------- | ----------- | --------------- | --------------- | ------------------ | ------------ |
| Médaille d'or      | Michael Freund   | Allemagne   | 36,0            | 86,0            | 0,5                | 122.5        |
| Médaille d'argent  | George Bowman    | Royaume-Uni | 36.4            | 89,4            | 0                  | 125,8        |
| Médaille de bronze | Ijsbrand Chardon | Pays-Bas    | 45,0            | 82,6            | 0.00               | 127.6        |

| Classement         | Meneurs                                             | Pays      | Total Points |
| ------------------ | --------------------------------------------------- | --------- | ------------ |
| Médaille d'or      | Christoph Sandmann Michael Freund Hansjoerg Hammann | Allemagne | 256,6        |
| Médaille d'argent  | Félix Brasseur Eddy van Dijck Valere Standaert      | Belgique  | 271,4        |
| Médaille de bronze | Ad Aarts Ijsbrand Chardon Harry de Ruyter           | Pays-Bas  | 283,4        |

### Concours complet d'équitation
Sur les 93 cavaliers qui commencèrent l'épreuve, seul 65 l'ont terminé.
Dans la compétition par équipe, le Royaume-Uni prend la tête de la compétition à l'issue du dressage, suivi des États-Unis, de la Nouvelle-Zélande, de la France et de l'Allemagne. Le premier routier s'avère compliqué en raison du sol, un sable fuyant, et des nombreux faux plats et buttes. Le deuxième routier est quant à lui particulièrement éprouvant. Cinq abandons s'ensuivent et ses conséquences se font sentir sur le cross. Après les chutes de Blyth Tait, Mark Todd et Matthew Ryan, la Nouvelle-Zélande perd toute chance de classement par équipe. À la fin de l'épreuve de cross, les Anglais sont en tête du classement, les Américains sont en seconde position, suivis des Français. Mais lors du contrôle vétérinaire, deux chevaux américains sont refusés. À l'issue du saut d'obstacles le Royaume-Uni remporte la médaille d'or par équipe, la France la médaille d'argent et l'Allemagne la médaille de bronze.
En individuel, Mary Thompson et Karen Dixon, deux anglaises, sont en tête du classement à la fin du dressage. Sur l'épreuve de cross, seuls deux cavaliers parviennent à réaliser un parcours de cross sans faute et dans le temps : l'américaine Dorothy Trapp et le français Jean-Lou Bigot. Mais c'est le néo-zélandais Vaughn Jefferis qui s'impose à l'issue de la compétition, bien qu'étant au départ le moins confirmé des cavaliers néo-zélandais. Dorothy Trapp remporte la médaille d'argent et Karen Dixon la médaille de bronze. Mary Thompson aurait pu prétendre au titre mondial mais trois barres dans l'hippique la privent définitivement du podium.
| Classement         | Cavalier        | Cheval    | Pays             | Points Dressage | Points Steeple | Points Cross-Country | Points Obstacles | Total Points |
| ------------------ | --------------- | --------- | ---------------- | --------------- | -------------- | -------------------- | ---------------- | ------------ |
| Médaille d'or      | Vaughn Jefferis | Bounce    | Nouvelle-Zélande | 54,8            | 0              | 0,8                  | 0                | 55,60        |
| Médaille d'argent  | Dorothy Trapp   | Holokai   | États-Unis       | 54,4            | 2,4            | 0                    | 0                | 56,80        |
| Médaille de bronze | Karen Dixon     | Get Smart | Royaume-Uni      | 49,8            | 0              | 6                    | 5                | 60,80        |

| Classement         | Cavaliers                                                 | Chevaux                                               | Pays        | Total Points |
| ------------------ | --------------------------------------------------------- | ----------------------------------------------------- | ----------- | ------------ |
| Médaille d'or      | Karen Dixon Mary Thomson Charlotte Bathe Kristina Gifford | Get Smart King William The Cool Customer General Jock | Royaume-Uni | 198,80       |
| Médaille d'argent  | Jean-Lou Bigot Jean Teulère Marie-Christine Duroy         | Twist la Beige Rodosto Summer Song                    | France      | 213,20       |
| Médaille de bronze | Bettina Overesch Cord Mysegaes Ralf Ehrenbrink            | Watermill Stream Ricardo Kildare                      | Pays-Bas    | 279,60       |

### Dressage

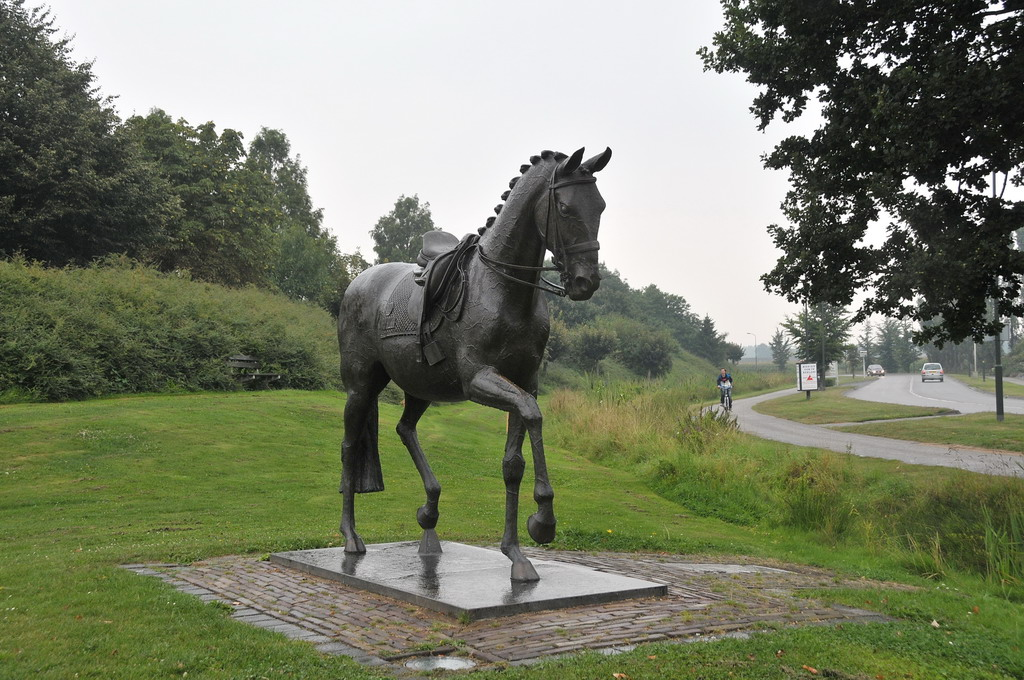
Statue de Bonfire, cheval avec lequel Anky van Grunsven remporte la médaille d'or.

L'épreuve a regroupé 61 participants.
L'Allemagne remporte la compétition par équipe avec 5 269 points, mais avec seulement 75 points d'avance sur les Pays-Bas qui obtiennent 5 196 points. Un véritable écart existe entre ces deux pays et les autres nations. Les États-Unis sont médaille de bronze mais loin derrière avec 4 787 points,.
Dans le Grand Prix Spécial, Isabell Werth et Gigolo FRH réalisent la meilleure prestation. Nicole Uphoff-Becker et Rembrandt Borbet obtiennent la deuxième place, ce qui représente une belle prestation puisque le cheval n'avait que six mois de préparation à la suite d'une blessure. Dans la reprise libre en musique, Anky van Grunsven et Olympic Bonfire remporte l'épreuve.
| Classement         | Cavalier             | Cheval           | Pays      | Note Finale |
| ------------------ | -------------------- | ---------------- | --------- | ----------- |
| Médaille d'or      | Anky van Grunsven    | Olympic Bonfire  | Pays-Bas  | 1 819       |
| Médaille d'argent  | Isabell Werth        | Gigolo FRH       | Allemagne | 1 810       |
| Médaille de bronze | Nicole Uphoff-Becker | Rembrandt Borbet | Allemagne | 1 742       |

| Classement         | Cavaliers                                                        | Chevaux                                          | Pays       | Note Totale |
| ------------------ | ---------------------------------------------------------------- | ------------------------------------------------ | ---------- | ----------- |
| Médaille d'or      | Nicole Uphoff-Becker Klaus Balkenhol Isabell Werth Karin Rehbein | Rembrandt Borbet Goldstern Gigolo FRH Donnerhall | Allemagne  | 5 269       |
| Médaille d'argent  | Ellen Bontje Sven Rothenberger Anky van Grunsven                 | Heuriger N Dondolo Olympic Bonfire               | Pays-Bas   | 5 196       |
| Médaille de bronze | Kathleen Raine Robert Dover Gary Rockwell Carol Lavell           | Avontuur Devereaux Suna Gifted                   | États-Unis | 4 787       |

### Endurance
L'épreuve a regroupé 99 participants, seul 53 terminèrent la course de 160 km : il y a eu 43 éliminés et 6 abandons. L'épreuve est organisée en plusieurs boucles et comporte 85 km de plage avec un sable très profond.
Le début de la course voit quelques Américains et couple de Néo-Zélandais prendre la tête de la course suivis de près par l'ensemble des cavaliers français. Mais au cours des étapes et des différents contrôles vétérinaires, les Américains et les Néo-Zélandais se font éliminer. Les six Français font donc pratiquement l'intégralité de la course ensemble en tête. Seule l'Américaine Valérie Kanavy et son cheval Pieraz parvient à se glisser parmi les Français. Lors du contrôle vétérinaire précédant la dernière boucle, Melfenik, le cheval de Denis Pesce met 4 minutes de plus que celui de l'Américaine à récupérer un rythme cardiaque normal. L'Américaine prend ainsi la tête de la course sur la dernière boucle. Après une tentative de remontée, Denis Pesce calme le jeu préférant économiser sa monture et se contenter de la seconde place plutôt que de prendre le risque de se voir éliminé au contrôle vétérinaire final. Le classement est confirmé à l'issue du dernier contrôle vétérinaire. Valérie Kanavy est médaille d'or, Denis Pesce médaille d'argent et le Français Stéphane Fleury médaille de bronze. Finalement, cinq cavaliers français terminent dans les six premières places du classement.
Dans le classement par équipe, les Français obtiennent la médaille d'or, l'Espagne la médaille d'argent et l'Australie la médaille de bronze.
| Classement         | Cavalier        | Cheval   | Pays       | Temps            | Vitesse moyenne |
| ------------------ | --------------- | -------- | ---------- | ---------------- | --------------- |
| Médaille d'or      | Valérie Kanavy  | Pieraz   | États-Unis | 10 h 01 min 93 s | 15,54 km/h      |
| Médaille d'argent  | Denis Pesce     | Melfenik | France     | 10 h 07 min 85 s | 15,39 km/h      |
| Médaille de bronze | Stéphane Fleury | Roc'H    | France     | 10 h 26 min 58 s | 14,93 km/h      |

| Classement         | Pays      | Cavaliers                                                       | Chevaux                                                               | Temps Total      |
| ------------------ | --------- | --------------------------------------------------------------- | --------------------------------------------------------------------- | ---------------- |
| Médaille d'or      | France    | Stéphane Fleury Martine Jollivet Jacques David Bénédicte Atger  | Roc'H Lizazat Nelson I Sunday d'Aurabelle                             | 31 h 55 min 85 s |
| Médaille d'argent  | Espagne   | Miguel Vila Francisco Cobos Augusta Albarran Gerardo Amian      | Bajeque Bruja Colores Klux Klux                                       | 35 h 19 min 71 s |
| Médaille de bronze | Australie | Christine Forrester Melonia de Jong Barbara Timms Margaret Wade | Mandala Galactic Vet School Laurance Kildara Sharina Glenallan Sheida | 35 h 26 min 02 s |

### Saut d'obstacles
Dans l'épreuve par équipe, les français mène la compétition à l'issue de l'épreuve de vitesse. À ce stade de la compétition, cinq équipes sont à moins d'une faute d'écart. Mais les Allemands remontent par la suite dans le classement notamment grâce au double sans faute de Franke Sloothaak. Ludger Beerbaum fait une seule barre dans la seconde manche et Sören von Rönne également une barre mais dans la première manche. Dirk Hafemeister totalise seize points, mais ses points ne sont pas pris en compte dans le classement. Les français sont médaille d'argent, et ce notamment en raison de la contre-performance d'Eric Navet et de Quito de Baussy, sans doute fatigué par une longue saison de monte. Les suisses remportent le bronze avec seulement deux points d'avance sur les brésiliens,.
La finale tournante regroupe les quatre meilleurs cavaliers et chevaux de la compétition. Chaque cavalier monte tour à tour les quatre chevaux sur un parcours. En cas d'égalité du nombre de point un barrage avec chronomètre est organisé pour déterminer le vainqueur. Cette édition a la particularité de n'avoir que des juments parmi les quatre chevaux, et que trois des cavaliers de l'épreuve sont de nationalité allemande.
La compétition individuelle est remportée par Franke Sloothaak. Lors de la finale tournante, c'est le seul cavalier à avoir réalisé un sans faute avec les quatre chevaux. Michel Robert remporte la médaille d'argent avec une pénalité de temps sur son tour avec Weihaiwej, probablement trompé par la grande action de la jument. Sören von Rönne prend la médaille de bronze avec une barre tombée avec son propre cheval Taggi. Ludger Beerbaum termine quant à lui au pied du podium, et ce notamment à cause des huit points réalisés avec Miss San Patrignano, le jument de Michel Robert, qu'un refus à la détente a probablement contrarié. Ratina Z est le seul cheval à avoir fait un sans faute avec l'ensemble des cavaliers,.
| Classement         | Cavalier         | Pays      | Almox Ratina Z | San Patrignano Weihaiwej | Miss San Patrignano | Taggi | Total points |
| ------------------ | ---------------- | --------- | -------------- | ------------------------ | ------------------- | ----- | ------------ |
| Médaille d'or      | Franke Sloothaak | Allemagne | 0              | 0                        | 0                   | 0     | 0            |
| Médaille d'argent  | Michel Robert    | France    | 0              | 0,5                      | 0                   | 0     | 0,5          |
| Médaille de bronze | Sören von Rönne  | Allemagne | 0              | 0                        | 0                   | 4     | 4            |
| 4e                 | Ludger Beerbaum  | Allemagne | 0              | 0                        | 8                   | 4     | 12           |

| Classement         | Cavaliers                                                         | Chevaux                                                                        | Pays      | Total Points |
| ------------------ | ----------------------------------------------------------------- | ------------------------------------------------------------------------------ | --------- | ------------ |
| Médaille d'or      | Franke Sloothaak Sören von Rönne Dirk Hafemeister Ludger Beerbaum | San Patrignano Weihaiwej Taggi P.S. Priamos Almox Ratina Z                     | Allemagne | 16,88        |
| Médaille d'argent  | Roger-Yves Bost Philippe Rozier Eric Navet Michel Robert          | Souviens Toi III Equus Baiko Rocco V Waiti Quito de Baussy Miss San Patrignano | France    | 31,63        |
| Médaille de bronze | Thomas Fuchs Stefan Lauber Markus Fuchs Lesley McNaught-Mändli    | Major AC Folien Lugana II Interpane Goldfights Piroi                           | Suisse    | 45,65        |

### Voltige
La voltige rassemble 76 participants de 18 pays lors de cette édition, c'est la seule épreuve où hommes et femmes ont un classement individuel séparé.
Dans la compétition par équipe, l'équipe de Saint-Gall représentant la Suisse remporte la compétition devant l'équipe de Neuss-Grimlinghausen pour l'Allemagne. La Suède complète le podium.
Chez les hommes, c'est le Danois Thomas Fiskbaek qui remporte la médaille d'or. C'est la première fois de l'histoire qu'un voltigeur non allemand remporte cette distinction. Les Allemands Christoph Lensing et Thomas Föcking sont respectivement médaille d'argent et médaille de bronze.
Chez les femmes, l'allemande Tanja Bendetto est médaille d'or, suivie de l'américaine Kerith Lemon qui prend l'argent, et l'allemande Mieke Lorentz le bronze.
| Classement         | Voltigeur      | Cheval     | Pays       | Note finale |
| ------------------ | -------------- | ---------- | ---------- | ----------- |
| Médaille d'or      | Tanja Bendetto | Zarewitsch | Allemagne  | 9,344       |
| Médaille d'argent  | Kerith Lemon   | Maxwell 8  | États-Unis | 9,086       |
| Médaille de bronze | Mieke Lorentz  | Falun      | Allemagne  | 9,078       |

| Classement         | Voltigeuse        | Cheval | Pays      | Note finale |
| ------------------ | ----------------- | ------ | --------- | ----------- |
| Médaille d'or      | Thomas Fiskbaek   | Hamlet | Danemark  | 9,391       |
| Médaille d'argent  | Christoph Lensing | Aladin | Allemagne | 9,332       |
| Médaille de bronze | Thomas Föcking    | Aladin | Allemagne | 9,252       |

| Classement         | Cheval        | Pays      | Note finale |
| ------------------ | ------------- | --------- | ----------- |
| Médaille d'or      | Casanova V CH | Suisse    | 8,434       |
| Médaille d'argent  | Rodeo         | Allemagne | 8,285       |
| Médaille de bronze | Picasso       | Suède     | 7,687       |

## Bilan
Cette édition est considérée comme un succès sur le plan sportif mais comme un véritable échec sur le plan de l'organisation et du financement : problèmes de billetterie, manque de préparation des bénévoles et site des compétitions (Zuiderpark) trop petit. Un manque de communication, un site jugé sans âme, une forte présence militaire, et un terrain de cross et de marathon situé à quatre-vingt-dix kilomètres du site principal sont également montrés du doigt. L'édition de 1994 est évoquée comme « un chaos administratif » et « une banqueroute totale ».
Malgré cela, le concept des jeux est pérennisé pour les éditions suivantes.